# Ontwikkelingsgerelateerde topografische desoriëntatie (DTD)

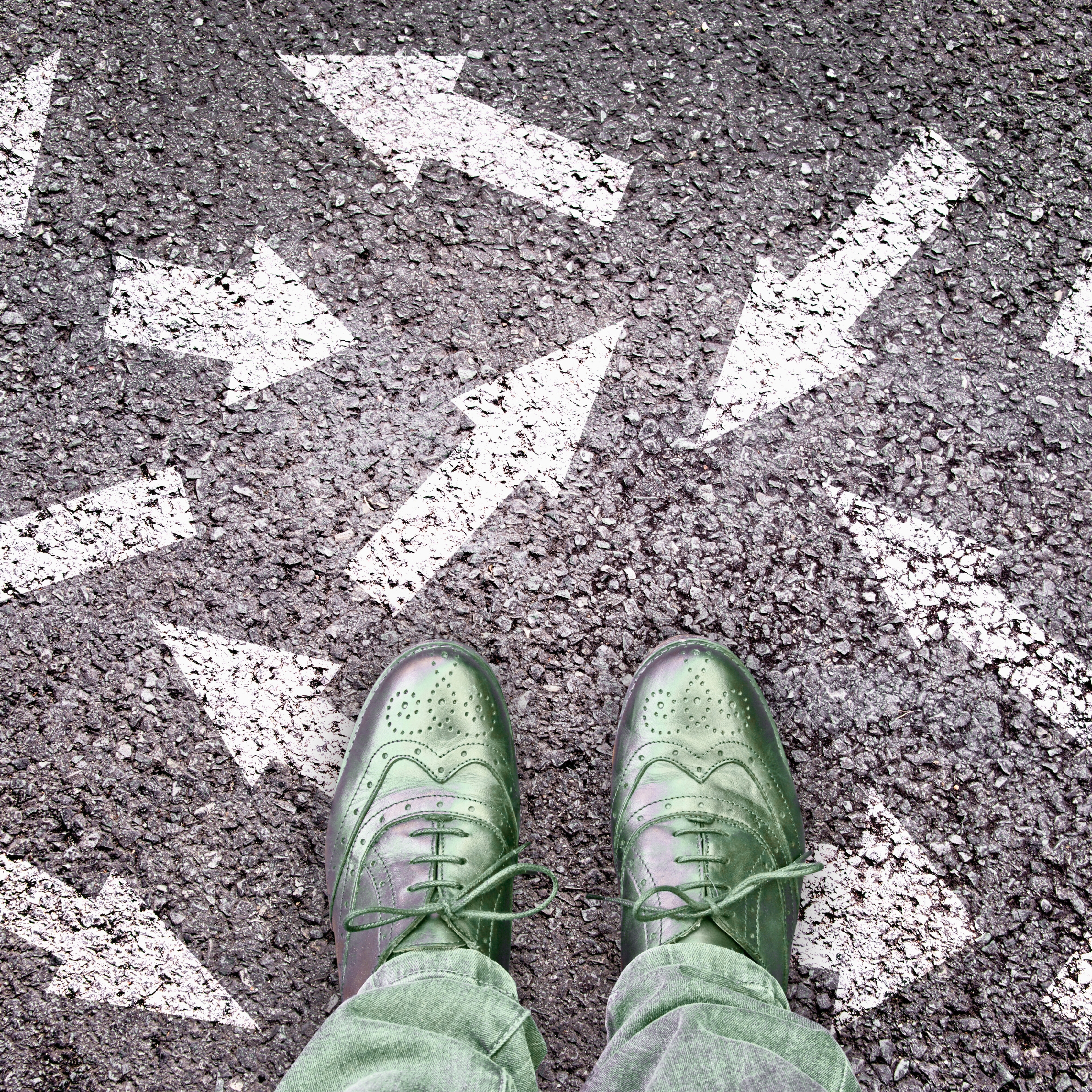
Mensen met DTD kunnen zich niet of nauwelijks oriënteren

Ontwikkelingsgerelateerde topografische desoriëntatie (Engels: Developmental Topographical Disorientation, DTD) is een in 2009 voor het eerst beschreven ontwikkelingsstoornis die ervoor zorgt dat mensen al van kinds af aan heel slecht in staat zijn om de weg te vinden, ook op heel bekende plaatsen als hun eigen stad, het gebouw waar ze al jaren werken of zelfs hun eigen huis. Dit zonder hersenbeschadigingen, relevante neurologische aandoeningen of algemene cognitieve problemen die dit kunnen verklaren.
Mensen met DTD zijn niet in staat een mentale voorstelling (ook 'cognitieve kaart') te maken van de omgeving, waardoor zij zich niet kunnen oriënteren. Anders dan andere mensen met een slecht richtingsgevoel, maar zonder DTD, verdwalen mensen met DTD ook in een zeer vertrouwde omgeving.
Mensen met DTD kunnen veel negatieve gevolgen ervaren, zoals schaamte, minder zelfstandigheid en angst. De onbekendheid van DTD vergroot de kans op negatieve gevolgen.
Onderzoek wijst uit dat DTD een genetische basis heeft en dus vaker voorkomt in sommige families. Volgens recent onderzoek komt DTD voor bij ongeveer 3% van de bevolking. 

## Neurologische oorzaak
De neurologische oorzaak is nog onbekend. Wel wijst onderzoek uit dat er mogelijk een verminderde verbinding is tussen de hippocampus en de prefrontale cortex, wat een verklaring kan zijn voor het ontbrekende vermogen om een 'cognitieve kaart' te maken.

## Kenmerken
De kenmerken van DTD zijn:
- regelmatig verdwalen in heel vertrouwde omgevingen
- het oriëntatieprobleem wordt consistent ervaren vanaf de kindertijd of adolescentie (dat wil zeggen het stadium waarin algemeen wordt verwacht dat iemand zelfstandig de weg kan vinden)
- het ontbreken van andere cognitieve problemen zoals problemen met de aandacht, de perceptie of het geheugen
- het ontbreken van (aantoonbaar) hersenletsel of neurologische aandoeningen die de moeilijkheden kunnen verklaren

## DTD in de media
Nicolien Mizee schreef het non-fictie-boek Dwaalgast - een wandeling (2023, Uitgeverij Van Oorschot, ISBN 9789028232112) over haar ervaringen met DTD en de realisatie dat ze deze aandoening heeft.
Ook verschenen reeds diverse tijdschriftartikelen over ontwikkelingsgerelateerde topografische desoriëntatie.